# Kusonóżka
Kusonóżka (Brachypelma) – rodzaj ptaszników naziemnych występujących w Ameryce Środkowej i Ameryce Południowej. Zamieszkują zarówno wilgotne lasy tropikalne, jak i rejony półpustynne (okolice Meksyku). Są to masywne ptaszniki, osiągają 5–8 cm długości samego ciała. Charakteryzuje je aktywność nocna, i zazwyczaj w nocy opuszczają swoje wykopane w ziemi norki w poszukiwaniu pożywienia. Chętnie też wprowadzają się do nor wykopanych przez gryzonie. Miejsca w których żyją są dosyć ciepłe (22–29 °C), jednak mają zróżnicowaną wilgotność. W przypadku ptaszników zamieszkujących półpustynne obszary wilgotność ta nie będzie wyższa niż 50–60%. Natomiast u zwierząt żyjących w dżungli niejednokrotnie jest ona wyższa niż 80%. Ptaszniki z rodzaju Brachypelma są długowieczne i nierzadko notuje się długość życia u samicy 19–20 lat. Samiec umiera zwykle po roku od ostatniego linienia, co najczęściej ma miejsce po około 3 latach od wyklucia. Zwierzęta te w naturze odżywiają się bezkręgowcami (zaczynając od larw owadów, karaczanów, szarańczy i świerszczy, a kończąc na przedstawicielach własnego gatunku). W skład ich diety wchodzą też kręgowce, tj. myszy, jaszczurki, a nawet młode węże.
Cały rodzaj Brachypelma jest objęty CITES oraz ochroną na podstawie rozporządzenia Rady WE nr 338/97 (Aneks B). Na przewożenie pająka z tego rodzaju przez granicę UE lub państwa niebędącego członkiem Wspólnoty potrzebne jest zezwolenie CITES. Przy jego sprzedaży, kupnie lub innym zarobkowym wykorzystaniu na terenie UE osoba wykonująca daną czynność musi móc udowodnić, że pająk ma pochodzenie legalne w myśl przepisów UE i krajowych, przy czym w Polsce w przypadku sprzedaży przez osobę prowadzącą działalność gospodarczą w zakresie handlu zwierzętami, ma ona także obowiązek przekazywać nabywcy dokumenty świadczące o takim legalnym pochodzeniu.
Nazwa kusonóżka nawiązuje do nazwy naukowej Brachypelma, która pochodzi od połączenia greckich słów brachys (gr. βραχυς) – ‘krótki’ i pelma (gr. πελμα) – ‘podeszwa stopy’.

## Podział systematyczny
Do rodzaju należą następujące gatunki:
- Brachypelma albiceps Pocock, 1903 – kusonóżka białogłowa
- Brachypelma auratum Schmidt, 1992 – kusonóżka ognista
- Brachypelma baumgarteni Smith, 1993 – kusonóżka pomarańczowa
- Brachypelma boehmei Schmidt & Klaas, 1993 – kusonóżka czerwononoga
- Brachypelma emilia (White, 1856) – kusonóżka Emilii
- Brachypelma hamorii Tesmoingt, Cleton & Verdez, 1997 – kusonóżka pomarańczowokolanowa
- Brachypelma klaasi (Schmidt & Krause, 1994) – kusonóżka drobna
- Brachypelma smithi (F.O. Pickard-Cambridge, 1897) – kusonóżka czerwonokolanowa